# Evolució dels éssers humans
L'evolució dels éssers humans és el seguit de canvis que van sofrir alguns primats fins a arribar a constituir l'actual espècie d'Homo sapiens sapiens. Els canvis més importants i, per això mateix, els més discutits, serien els relatius a l'aparició de la parla, el bipedisme i la fabricació d'estris.
Els éssers humans van aparèixer a la Terra fa més de 130.000 anys durant el període paleolític. Això va succeir després d'un llarg període d'evolució. En l'època, la Terra estava sumida en una era glacial, amb un clima bastant més fred que en l'actualitat (actualment, estem en un període interglacial).
Els antecessors dels éssers humans, com Homo erectus, havien usat eines simples durant mil·lennis, però, en aquesta època, les eines van millorar, es van fer més precises i complexes. En algun moment, els éssers humans van començar a usar el foc per a escalfar-se i cuinar. També van desenvolupar el llenguatge, així com els ritus funeraris. En aquest període, tots els éssers humans vivien de la caça (en un primer moment de carronya) i de la recol·lecció, i eren nòmades; l'element clau és que no produïen el seu propi aliment.
Fa uns 50.000 anys, en finalitzar el darrer període glacial, els éssers humans es van llançar a la conquesta del planeta en diferents branques des de l'Àfrica. Una branca va arribar Austràlia. L'altra va arribar a Àsia central, per a després bifurcar-se en dues, l'una a Europa i l'altra va pujar fins a creuar l'estret de Bering i va arribar a Amèrica. Les últimes àrees a ser colonitzades van ser les illes de la Polinèsia, durant el primer mil·lenni dC.

## Teories sobre el desenvolupament humà

### Creacionisme
Els creacionistes més literals discuteixen aquest esquema, basant-se en la interpretació literal dels primers capítols del Gènesi, però les proves científiques no sols corroboren contundentment l'origen de l'ésser humà a Àfrica i la seva expansió gradual sobre el globus terrestre, sinó que ha arribat a determinar que el relat del Gènesi és una adaptació d'antigues llegendes mesopotàmiques recollides des de l'Epopeia de Gilgamesh i, per tant, difícilment podrien tenir un contingut diví.

### Evolucionisme
L'origen de l'ésser humà porta implícita l'acceptació de la teoria evolucionista. Si no, és creacionisme. En aquest sentit, podem distingir-ne tres corrents: 
- Jean-Baptiste Lamarck al segle XVII: sense base empírica, fou el primer que va descriure una teoria evolucionista, considerant que les adaptacions es donen per dues lleis: la tendència dels éssers vius a evolucionar a formes més complexes i, alhora, a adaptar-se al medi i diferenciar-se'n de la resta.[2]

- L'evolucionisme clàssic desenvolupat arran del viatge de Darwin a l'HMS Beagle: considera que les mutacions es donen en un llarg procés i el concepte clau n'és el de selecció natural. Els millor adaptats al medi tenen més possibilitats de reproduir-se. I això inclou l'ésser humà.

- La cosmogènesi desenvolupada al segle xx és un intent d'unió de l'evolucionisme amb el cristianisme. Pierre Teilhard de Chardin va definir el que anomenà llei de la complexitat-consciència, segons la qual l'evolució seria el pas que portaria de la biosfera a la noosfera. Segons aquesta teoria, el cosmos tendiria a vitalitzar-se, la vida tendiria a hominitzar-se, i els éssers humans a ultrahominitzar-se. I l'esperit tendiria a alliberar-se de la seva matèria i a fusionar-se amb Déu: el de se te va mare
- Crist evolucionador. D'aquí que divideixi la història en tres fases: geogènesi, biogènesi i antropogènesi, que tindria una fase de poblament (el paleolític), una de civilització (el neolític) i una d'individualització (els segles XVIII i xix). Malgrat la seva voluntat conciliadora i el reconeixement del registre fòssil, continua tenint un caràcter especulatiu i la presència de la figura indemostrable de Déu en el seu centre, per la qual cosa no es pot considerar una teoria veritablement científica (no compleix el principi de verificabilitat).

## L'hominització
L'ésser humà és un primat haplorrí del parvordre Catarrhini, superfamília Hominoidea, família Hominidae, subfamília Homininae, gènere Homo i espècie sapiens, subespècie sapiens.
L'hominització és un procés genètic accelerat per raons culturals en un medi físic i amb un ritme discontinu. Probablement, sigui el mateix ritme que la resta d'espècies de la Terra, però amb una intensitat més gran, és a dir, canvis en els mateixos moments, però de més intensitat. El seu tret principal és el desenvolupament de la intel·ligència reflexiva, del pensament conceptual. Això es pot percebre arqueològicament per les restes d'útils lítics, que impliquen l'ús de les mans per ordre del cervell, però sovint és difícil distingir entre alteracions antròpiques i casuals. Per a la paleontologia, l'hominització és el resultat de la modificació de l'aparell locomotor: fa 4 o 5 milions d'anys ens comencem a posar drets. Però no ens hem de confondre: l'hominització no és un procés exclusivament genètic, sinó la suma d'aquest i d'un procés cultural. Per això, hi va haver homínids que no es van hominitzar.
Aquest procés cultural té una primera etapa d'uns 3 milions d'anys en la qual els homínids són una família més dels primats. Els canvis en aquesta etapa estan vinculats al desafiament ecològic terciari a l'Àfrica. La segona etapa, pròpiament l'hominització d'alguns homínids, només dura uns 2 milions d'anys.
Es tracta d'un procés discontinu, intermitent en l'espai i el temps, a diferència del model darwinista tradicional, que era lineal, continu, lent i lògic. Els paleontòlegs proposen variacions en la intensitat del procés, la qual cosa explicaria l'escassesa de fòssils en alguns estadis i la seva abundància en d'altres. És, a més a més, un procés que es va donar només en els ambients naturals que el permetien. I la sabana africana n'era el millor possible.

### Mecanismes de l'hominització
El primer i més important mecanisme pel qual va funcionar l'hominització va ser el desafiament ecològic. Fa uns 22 milions d'anys, en l'era Terciària (Miocè-Pliocè), el clima va canviar. El bosc tropical es va convertir en una sabana semiàrida. Aquest canvi del clima i del paisatge africà està al darrere d'un canvi anatòmic dels primats que adoptaran la posició bípeda. El bipedisme, doncs, és una adaptació a les noves condicions mediambientals. Aquest canvi va tenir conseqüències tant positives com negatives. Entre els avantatges, cal destacar l'increment del camp de visió, l'estalvi d'energia en els desplaçaments, la menor exposició corporal a les radiacions solars, el transport dels aliments, la possibilitat de fabricar eines i de recol·lectar fruits. Però el bipedisme també va tenir conseqüències negatives per als homínids com ara la reducció de la velocitat de carrera i agilitat, l'augment dels mals d'esquena i genolls i un augment de la dificultat en el part.
En aquest context, alguns primats arborícoles van passar de ser recol·lectors de fruites a caçadors o, si més no, carronyaires, la qual cosa va unida a un canvi a dentadura omnívora. El menor nombre d'arbres va provocar una major inseguretat, davant de la qual cosa era necessària una major capacitat d'observació, que s'associa a un augment de la intel·ligència. I l'aparició de la caça comporta la necessitat d'útils.
Això ens porta a un altre mecanisme de l'hominització, el de la dialèctica mà-cervell. El bipedisme deixa les mans lliures, amb la qual cosa l'habilitat manual millora i el seu ús estimula el desenvolupament de la intel·ligència. Però el mecanisme es retroalimenta, ja que una major intel·ligència millora l'habilitat manual, la qual cosa fa que s'usin més les mans, estimulant-se així el canvi al bipedisme.
Encara que ja no tenim la necessitat de viure als arbres, hem conservat les mans prènsils que eren útils per enfilar-s'hi, i aquestes ens han proporcionat l'oportunitat de crear i tenir millor interacció amb el nostre entorn. A banda d'això, persisteixen altres característiques arborícoles, i aquestes ens indiquen d'on venim. Tenim, d'èpoques passades, unes herències anatòmiques que, ens han fet arribar fins a l'actualitat. Aquestes herències, anomenades anteriorment, realment són inimaginables a causa de la genètica i les seves variacions. Però a mode d'exemple, unes de les més obvies, són els òrgans homòlegs. Aquests tenen la mateixa estructura interna de diferents espècies, encara que la seva forma i funció siguin diferents. Són la prova d'un origen comú. I gràcies a tot aquest conjunt d'imperfeccions que juntes funcionen bé, hem aconseguit ser una espècie complexa i intel·ligent.
Hi ha encara un tercer mecanisme que sovint no es té en compte, i és la juvenilització. L'augment del temps d'aprenentatge desenvolupa el joc, la qual cosa estimula la vida social. A més a més, alguns trets juvenils com la curiositat per l'entorn, que fomenta l'exploració, en altres espècies només es donen en la joventut, però en nosaltres s'hi mantenen tota la vida. L'allargament de la infantesa redueix el nombre de fills que es tenen, però augmenta la seva intel·ligència i comporta canvis socials. És l'esquema de Johanson, l'estel de vuit puntes en les quals tots els seus extrems es retroalimenten: cura paterna, augment del coeficient intel·lectual, desenvolupament del cervell, disminució del nombre de fills, prolongació de la infantesa, joc, grup i comportament social.

## Evolució
Els primers primats aparegueren fa uns 70 milions d'anys. Aquests mamífers van anar desenvolupant el cervell i reduint la cara, a mesura que adquirien una visió estereoscòpica. Les seves mans van perdre les urpes, i varen ser substituïdes per ungles i el polze va esdevenir oposable en pinça.
Fa uns 30 milions d'anys, alguns simis del Vell Món (primats superiors) inicien el procés d'hominització. Se'n poden distingir quatre fases:

1. Fase prehumana o humana primerenca, amb els australopitècids i Homo habilis;

2. Fase humana arcaica, amb els arcantrops;

3. Fase humana primitiva, amb els paleoantrops en el Paleolític mitjà;

4. Fase humana moderna, amb els neantrops en el Paleolític superior.
Hi ha gairebé tants esquemes de l'evolució de la humanitat com prehistoriadors, però una de les principals qüestions és si l'Australopithecus i l'Homo són parents. Segons Johanson i White, sí que ho són: l'Australopithecus afarensis (Lucy) en seria l'avantpassat comú. Però, segons Leakey, Homo i australopitecs serien coses ben distintes i l'avantpassat comú s'hauria de buscar fa 5 milions d'anys.
Començarem la nostra evolució precisament fa 5 milions d'anys, en el moment de la separació de l'Ardipithecus ramidus dels primers australantrops, entre els quals acceptarem l'Australopithecus afarensis.

### Fase prehumana o humana primerenca
Els primers australantrops van ser els australopitècids. Van viure al Paleolític inferior i eren omnívors i bípedes, de baixa estatura i de complexió fràgil, i tenien les mans llargues i fines. El crani feia uns 500 centímetres cúbics de capacitat en totes les espècies, i tenia constricció postorbital i cresta sagital, així com una robusta mandíbula amb una dentadura similar a la nostra i un mentó fugisser. Encara que feien servir pals i pedres, es creu que no fabricava eines, tot i que hi ha una certa polèmica a l'entorn de les restes del llac Turkana, d'uns 2,3 milions d'anys, que apareixen associades a instruments lítics.
l'Australopithecus més antic és l'Australopithecus anamensis, que va viure entre fa 4,2 i 3,8 milions d'anys, la qual cosa el situa just a continuació de l'Ardipithecus ramidus. Les seves restes van ser trobades per Meave Leaky al llac Turkana. Era un petit ésser de metre vint que caminava dret i era vegetarià. El seu crani no arribava al mig litre de capacitat, i se situava en uns 450 cm³. No parlava ni feia instruments.
A continuació, entre 3,7 i 3 milions d'anys, trobem l'Australopithecus afarensis, la famosa Lucy. Una mica més alt que l'A. anamensis, encara no arribava al metre i mig. La seva capacitat cranial era de mig litre i tenia una mandíbula prominent. Vivia en boscos secs amb clarianes i caminava dret, encara que trepava als arbres. No feia instruments, però és possible que ja parlés. A la zona de Laetoli, Mary Leakey va trobar-hi petjades.
El 1999 es va trobar un altre fòssil, l'Australopithecus garhi, que podria ser el punt de separació entre els australopitècids i els Homo.
l'Australopithecus africanus és una altra espècie que va viure entre fa 3 i 2,5 milions d'anys, tot i que potser encara es remunta més enrere, fins fa 3,5 milions d'anys. Era omnívor i possiblement parlés. Als boscos humits de Sud-àfrica, s'hi va trobar una versió més gran de l'A. africanus: l'Australopithecus robustus. Però, malgrat les semblances físiques, l'A. robustus no sembla un descendent directe de l'A. garhi, sinó de l'Australopithecus boisei. Aquest era un ésser de metre i mig d'alçada i una mica més de 500 cm³ de capacitat cranial, que va viure entre fa 2,4 i 1 milió d'anys. Tenia una gran mandíbula amb forts molars, però petits ullals i incisius. Possiblement parlés, i pot ser que fabriqués instruments.
Entre els australantrops hi trobem també dos Homo. l'Homo rudolfensis va ser un ésser a mig camí entre els australopitècids i l'Homo erectus, que va viure entre fa 2,5 i 1,8 milions d'anys. Feia una mica més de metre i mig i tenia una capacitat cranial de 800 cm³. Era omnívor i potser parlés, i fabricava eines.
l'Homo habilis va viure una mica després, entre fa 2,3 i 1,5 milions d'anys. La seva capacitat cranial era de 700 cm³ i potser va ser el primer constructor d'útils. Era omnívor i practicava la caça de petits animals. Tenia una menor constricció postorbital i els maxil·lars menys desenvolupats. Era bípede i tenia la mà forta.

### Fase humana arcaica
Pel que fa als arcantrops o antròpids, ens trobem amb una espècie polèmica: l'Homo ergaster. Molts prehistoriadors consideren que, de fet, és la mateixa espècie que Homo erectus, però també hi ha qui el considera un homínid a mig camí entre l'Homo habilis i Homo erectus. I l'equip d'Atapuerca el considera el predecessor de l'Homo antecessor.
L'Homo erectus tenia una capacitat cranial de des de 900 cm³ fins a 1.200 cm³, coneixia el foc i fabricava utensilis elaborats. Va sortir de l'Àfrica fa un milió d'anys i va arribar fins a Indonèsia, la qual cosa implica superar braços de 19 quilòmetres d'aigua. Aquesta espècie inclou tant l'ésser humà de Java descobert el 1891 com el Sinanthropus pekinensis, trobat a Txu-Ku-Tien el 1922.
Un altre arcantrop polèmic és l'Homo antecessor, les restes del qual tenen uns 780.000 anys i es troben a Atapuerca, a la Gran Dolina. Segons l'equip de l'excavació, es tracta de l'avantpassat comú dels europeus antics i moderns. Hauria arribat a Europa fa gairebé un milió d'anys per evolucionar-hi a Homo heidelbergensis i, d'aquest, a Homo neanderthalensis. Aquells antecessors que van romandre a l'Àfrica, en canvi, van acabar evolucionant a Homo sapiens. Se sap que tenien indústria lítica i que eren caníbals gastronòmics, no rituals.

Mapa de la migració humana segons estudis de l'ADN mitocondrial. La llegenda representa els milers d'anys des de l'actualitat. La línia blava assenyala l'extensió màxima dels gels i les àrees de tundra durant la darrera gran glaciació

Quant a l'Homo heidelbergensis, molts prehistoriadors consideren que es tracta de la mateixa espècie que l'Homo antecessor (o al revés). Hauria arribat a l'Àsia fa uns 900.000 anys i a Europa fa uns 600.000.
Els éssers humans van aparèixer en la Terra fa més de 400.000 anys durant el període paleolític. Això va succeir després d'un llarg període d'evolució. En l'època, la Terra estava sumida en una era glacial, amb un clima bastant més fred que en l'actualitat.
Els antecessors dels éssers humans, com Homo erectus, havien usat eines simples durant mil·lennis, però en aquesta època, les eines van millorar, es van fer més precises i complexes. En algun moment, els éssers humans van començar a usar el foc per a escalfar-se i cuinar. També van desenvolupar el llenguatge, així com els ritus funeraris. En aquest període, tots els éssers humans vivien de la caça (en un primer moment, de carronya) i la recol·lecció, i eren nòmades; l'element clau és que no produïen el seu propi aliment.
Els éssers humans es van llançar a la conquesta del planeta en diferents branques des d'Àfrica i intercanviant gens en diverses ocasions amb els neandertals amb els que van coincidir. Hi ha diferents hipòtesis sobre aquesta migració, les mes anomenades serien la Hipòtesi multiregional i la del origen africà recent. Una branca va arribar Austràlia. L'altra va arribar a l'Àsia central, per a després bifurcar-se en dues, una a Europa, i l'altra va pujar fins a creuar l'estret de Bering i va arribar a Amèrica. Les últimes àrees a ser colonitzades van ser les illes de la Polinèsia, durant el primer mil·lenni dC.
Els creacionistes més literals discuteixen aquest esquema, basats en els primers capítols del Gènesi, però les proves científiques no sols corroboren contundentment l'origen de l'ésser humà a Àfrica i la seva expansió gradual sobre el globus terraqüi, sinó que han arribat a determinar que el relat del Gènesi és una adaptació d'antigues llegendes mesopotàmiques recollides des de l'Epopeia de Gilgamesh i, per tant, difícilment podrien tenir un contingut diví, tot i que molts no ho volen acceptar.

### Fase humana primitiva
Amb l'arribada dels paleoantrops trobem l'expansió de la humanitat. És el Paleolític mitjà i només dura des de 200.000 fins a 30.000 abans del present. Totes les espècies van sofrir una gran evolució morfològica i comportamental. La més antiga d'aquestes és Homo neanderthalensis, que va viure durant la glaciació del Würm, entre fa 100.000 i 45.000 anys, a Euràsia i al nord d'Àfrica. El fet de viure en una edat glacial els va fer conviure amb fauna freda com el mamut, el rinoceront llanut, el ren i el bisó, així com amb el llop. Vivien en coves i abrics usant el foc per escalfar-se i protegir-se. Eren dolicocèfals, amb el front aplatat, un gran arc supraciliar i l'occipital perllongat com una espècie de monyo. Això el dotava d'uns 1.500 cc de capacitat cranial, més que la de l'ésser humà actual. Eren baixets i forts, amb la cara gran i nas de boxejador, la seva mandíbula era dura i no tenien barbeta, i les seves dents estaven en ferradura. Caçaven, van desenvolupar tant la indústria lítica com l'òssia, i fins i tot és probable que inventessin l'art. A més, inhumaven els morts amb les seves pertinences, amb elements de ritualisme. Es van extingir al final de la glaciació i no n'és clar el perquè, però recents estudis han demostrat que hi va haver un cert grau d'hibridació entre ells i els cromanyons.

### Fase humana moderna
El punt de vista més acceptat entre els antropòlegs actuals és que Homo sapiens sorgí a la sabana africana fa uns 200.000 anys com a descendent d'Homo erectus. Fa 40.000 anys s'estengué per Euràsia i Oceania (migracions humanes prehistòriques) intercanviant gens en diverses ocasions amb els neandertals amb els quals coincidiren. i, finalment, arribà a Amèrica fa uns 14.500 anys. Durant el Paleolític mitjà i el Paleolític superior primerenc va tenir lloc mestussatge entre humans arcaics i moderns en diversos esdeveniments independents que van incloure neandertals, denissovans i diversos homínids no identificats.
L'humà de Cro-Magnon, que rep el nom d'una cova francesa on es van trobar uns fòssils el 1868, apareix al Plistocè superior, i conviu amb els neandertals fins a l'extinció d'aquestos. Aquest Homo sapiens era alt, de més de 180 cm d'alçada, tenia el crani llarg i estret i una cara ampla i curta, amb òrbites rectangulars i obertura nasal alta. Era hiperdolicocèfal, amb una mandíbula lleugera i prominent, i dents lleugeres. Es va estendre per tot el Vell Món, i creà ètnies com el Cromanyó xancel·lat i el grimaldi. El xancel·lat, semblant als actuals esquimals, era més baix i amb els pòmuls i el mentó sortints. El grimaldi tenia menys front, el nas ample i els pòmuls igualment sortints, i hi ha qui especula amb el possible origen en aquests dels actuals negres.

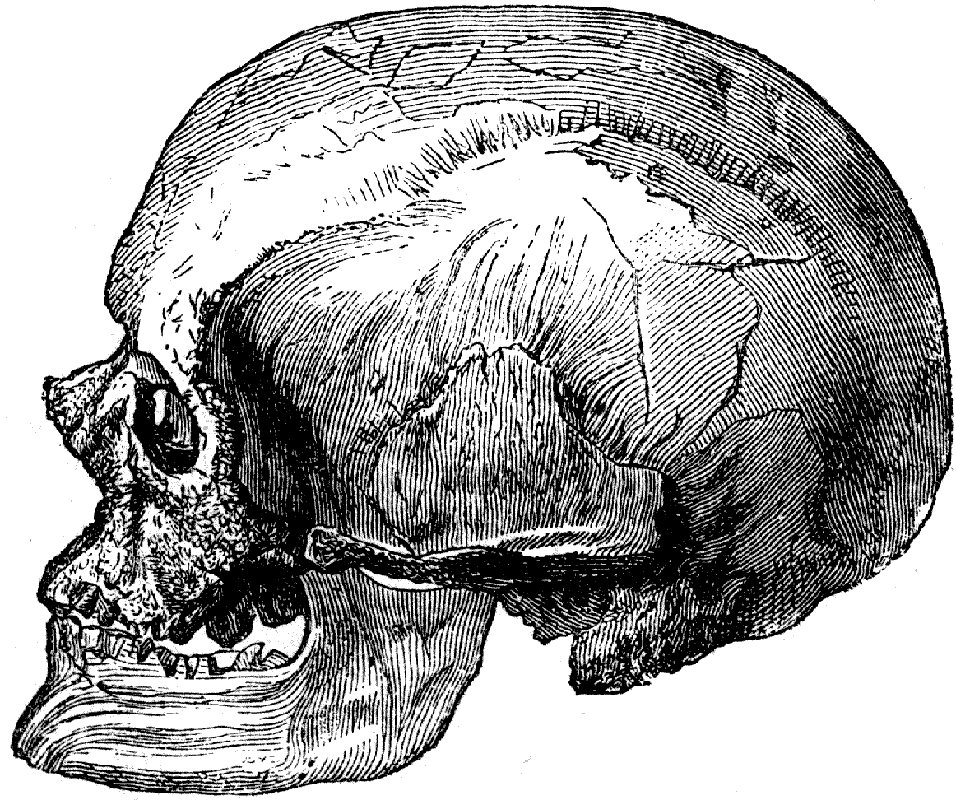
Crani d'un cromanyó mascle

En qualsevol cas, l'origen de l'ésser humà de cromanyó no és clar, com tampoc no ho és la seva relació amb el neandertal. Sembla que s'ha de descartar la hibridació entre cromanyons i neandertals i, en tot cas, es pot parlar només d'una absorció parcial, sobretot de les dones que quedaven aïllades si els mascles de la tribu morien. L'arribada de l'home modern a la península Ibèrica va tenir lloc fa 42.500 anys, i atès que els neandertals s'haurien extingit fa 43.500 anys, es redueix el marge de convivència de les dues espècies en aquest territori fou de tan sols 1.000 anys. Al final del Paleolític Superior, l'humà de Cromanyó predominava per sobre el Neandertal, que de fet s'havia extingit.
Tenia una indústria lítica molt especialitzada, acompanyada d'ivori, fusta i astes de cérvol. Van desenvolupar un art parietal, així com l'hàbitat humà. Mitjançant la lingüística comparada, Merrit Ruhlen ha determinat que els 30.000 membres del tronc comú inicial del Pròxim Orient i nord-est d'Àfrica parlaven la mateixa llengua.

### Punt final de l'evolució[calcitació]
La possibilitat que nosaltres, els Homo sapiens, siguem el punt final de tota l'evolució és molt elevada. Encara que el nostre sistema de vida pugui millorar no és gaire probable que siguem substituïts per una altra espècie d’homínid. Per l’aparició d’una nova espècie s'han de complir dos factors clau: la selecció natural i la variabilitat genètica.
La selecció natural és un sistema de la natura que distingeix entre la supervivència o la desaparició de diferents espècies. Aquesta pot derivar de diferents orígens, el primer és la resistència a temperatures (ja siguin molt altes o molt baixes). En la societat actual aquest no és un problema gaire significatiu, ja que existeixen mecanismes per fer variar la temperatura d’alguna manera (calefaccions, ventiladors, etc...). Un altre origen de la selecció natural és la depredació, cosa que avui dia no és gens probable. I l’últim és la reproducció de l'espècie. Aquest és un factor clau per aconseguir evolucionar més ràpid que les altres espècies, la més fèrtil era la que aconseguia un major llinatge, i amb això aconseguien grans avantatges per moltes tasques quotidianes.
La variabilitat genètica dels Homo sapiens és existent, tots els exemplars d’aquesta espècie tenim diferents gens. En cas contrari, que no hi hagués variabilitat genètica, tots els organismes serien exactament iguals i això faria impossible l'evolució, de la mateixa manera que si no hi hagués pressions de selecció natural. Per acabar, hi ha un tercer factor que pot condicionar l’aparició d’una nova espècie, aquest és un ecosistema on viure. Actualment, la nostra espècie ocupa pràcticament el cent per cent de la superfície de la Terra, això fa que no existeixin ecosistemes on pogués aparèixer una nova espècie. La situació de la nostra espècie és la següent: tenim variabilitat genètica, però la mancança d’una pressió de selecció natural fa que no sigui possible l'evolució. Per tant, podríem afirmar que som el punt final de tota la cadena d’evolució humana.

## La cultura material
Primer de tot, hem de recordar que, a diferència d'un objecte usat, un útil respon a un model concebut prèviament. Els primers útils sobre els quals no hi ha dubte que ho siguin estan associats a l'Homo habilis i tenen uns 2,6 milions d'anys, tot i que algunes espècies anteriors podrien també haver-ne fabricat. Una vegada apareixen aquests primers útils no triga a sorgir la cultura dels còdols, coneguda habitualment pel seu nom en anglès, pebble culture. En aquesta, hi trobem les primeres eines: còdols tallats i eines tallants, segons si el cant estava treballat per una sola banda o per les dues. Fa uns 2 milions d'anys, apareixen els bifaços, que impliquen la noció de simetria. Totes aquestes eines seran perfeccionades per Homo erectus.
Al llarg del Paleolític inferior, trobem tres indústries lítiques: abbevil·lià, acheulià i clactonià. La primera d'aquestes apareix fa mig milió d'anys i consisteix en destrals de mà bifacials fetes per desgast de llesques amb un percussor gros, la qual cosa fa que les arestes siguin sinuoses.

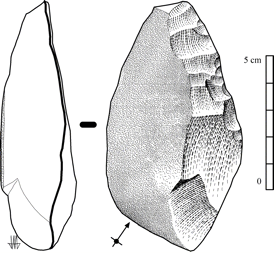
Rascle lateral

A Europa occidental i el sud d'Anglaterra, s'hi va donar la cultura acheuliana. Són bifaços més treballats, amb amplis rebaixos i retocs als cantons per donar-los-hi una forma més regular i que siguin més eficaços. En el tipus antic, les arestes són encara sinuoses, amb llesques grosseres. Les destrals bifacials són allargades i amb l'extrem arrodonit, i també s'hi fan raspadors i rascles. En el tipus mitjà, les destrals són més lanceolades i hi apareixen nous útils com les aixes. I en el tipus superior, els retocs són ja fins i les llesques són leval·loisianes, però no apareixen nous útils.
Totes les indústries que no tenien destrals de mà s'agrupen dins la cultura anomenada clactonià, que coincideix amb els períodes glacials. Aquesta cultura va aprendre a fer útils de sèrie, com ara puntes de fletxa. La tècnica consistia a fer rebaixes en un nucli i estries per obtenir llesques leval·loisianes.
Al paleolític mitjà, hi trobem la cultura mosteriana, associada als neandertals. El mosterià típic no tenia destrals bifacials, però sí ganivets. Les peces eren denticulades i hi havia rascles plans. Però hi ha altres mosterians, com el de tradició acheuliana, en el qual sí que hi ha destrals bifacials, cordiformes. També hi ha ganivets de dors arquejat, rascles, burís i fulles. El mosterià del tipus de la Quina treballa amb llesques i fonamentalment abunda en rascles i raspadors alts carenats. El del tipus de La Ferraisie usa un desbast tipus leval·loisià, la qual cosa produeix útils més fins i allargats. I encara hi ha un cinquè tipus, amb denticulats, en el qual predominen els útils dentats. Això no obstant, tots aquests tipus s'influeixen mútuament, no tenen evolucions regionals per separat. Per això, comparteixen una sèrie de característiques comunes, com la grandària dels útils. El rendiment era baix, menys de dos metres de fil per cada quilo de sílex, però la gran varietat d'eines apunta a molt de treball de la fusta. Sovint, s'hi troben llaços amb boles de roca calcària, a l'estil de Terra de Foc. La influència mosteriana en les indústries del Paleolític superior és evident.
En el Paleolític superior, l'evolució és molt més ràpida i les diferències regionals adquireixen gran importància. Són indústries lligades a Homo sapiens sapiens a l'edat del ren: del 38000 al 9000 aC, en el glacial Würm II/III. Terminen amb la fi de la glaciació i el canvi d'ecosistema.
A part de l'evident herència mosteriana, les distintes indústries comparteixen un nombrós utillatge d'os i l'ús de la tècnica del desbast de fulles de sílex, la qual cosa va millorar la rendibilitat de la matèria primera, augmentant així la mobilitat.
Hi trobem tres tipus d'indústria: aurinyacià, solutrià i magdalenià. L'aurinyacià, que pot ser típic o perigordià, és molt abundant en objectes d'os com raspadors o puntes de fletxa. Trobem puntes sobre fulles grans en forma de grilló de taronja, i puntes fines, allargades, amb retocs.
En el solutrià, hi trobem un utillatge variat però molt estable, amb raspadors, burins, puntes de fletxa amb forma de fulla de llorer, etc. És el punt culminant de la indústria del sílex. S'hi donen retocs plans de vores paral·leles i s'usa la tècnica del sílex laminat, amb la qual cosa es poden obtenir fins a 25 metres de fil per cada quilo de sílex, de manera que deixa d'estar-se lligat a les zones amb sílex.
Finalment, al magdalenià, el canvi climàtic anava empobrint les condicions de vida. És el moment de la gran indústria òssia: hi trobem arpons, puntes, propulsors, atzagaies... tot d'os. I arpons i punxons d'asta de cérvol.